# ریور (مجموعه تلویزیونی)
ریور (انگلیسی: River) یک مجموعهٔ تلویزیونی جنایی بریتانیایی به نویسندگی اَبی مورگان است که در سال ۲۰۱۵ منتشر شد.

## بازیگران
- استلان اسکاشگورد
- نیکولا واکر
- عدیل اختر
- سراخا کیوسک
- اوون تیال
- ادی مارسن
- لسلی منویل
- مایکل مالونی
- جیم نورتون
- جوزف آلتین